# Živorodka velkoploutvá
Živorodka velkoploutvá (latinsky: Poecilia velifera, slovensky: Živorodka veľkoplutvá, anglicky: Sail-fin molly, Yucatan molly). Ryba se vyskytuje ve sladkých a brakických vodách Střední Ameriky, byla popsána v roce 1914 americkým ichtyologem Charlesem Tate Reganen (1. únor 1878 – 12. leden 1943).

## Popis
Základní zbarvení ryby je zlaté s odstíny červené, na ploutvích jsou výrazné světlé tečky. Samci mají vysokou hřbetní ploutev, která se při imponování vztyčí. Tato ploutev roste až dva roky. Samci jsou menší, max. 8 cm, samice mohou dorůstat až 15 cm.
Pohlaví ryb je snadno rozeznatelné: samci mají pohlavní orgán gonopodium, samice klasickou řitní ploutev. Ryby jsou v akvaristických chovech různě kříženy. Z této divoké formy byly vyšlechtěny populární Black Molly a jejich variety včetně balónové Molly. Existuje značné množství barevných a tvarových variant, např. Assorted, Calico, Gold leopard, Green, Red gold, Silver, a další.

## Biotop
Původem je ryba ze Střední Ameriky, ze státu Quintana Roo na Yucatánském poloostrově a z Laguna de Términos v Mexickém zálivu.

## Chov v akváriu
- Chov ryby: Chov je poměrně obtížný. Vyžaduje větší akvária, nad 100 litrů s tvrdou vodou. Je vhodné přidávat sůl. Rostliny jsou vhodnější z tužšími listy, jemnolisté okusuje. Je vhodné časté odkalování a výměna vody. Ideální je jednodruhová nádrž. Nejlepší je chov v samostatné, jednodruhové nádrži.[4]
- Teplota vody: 25–28°C[4]
- Kyselost vody: 7,0–7,5pH[4]
- Tvrdost vody: 13–20°dGH[4]
- Krmení: Jedná se o všežravou rybu, preferuje živou potravu, přijímá také vločkové, nebo mražené krmivo. Pro dobré vybarvení a růst by strava měla být pestrá.[4]
- Rozmnožování: Březost trvá 25 dní. Samice rodí zpravidla 10–30 mláďat, samice v dobré kondici až 70. Potěr je vhodné krmit drobným planktonem, artemiemi a sušenými řasami, např. spirulina. Samci dospívají do dvou měsíců, samice do věku tří měsíců.[4]

## Galerie

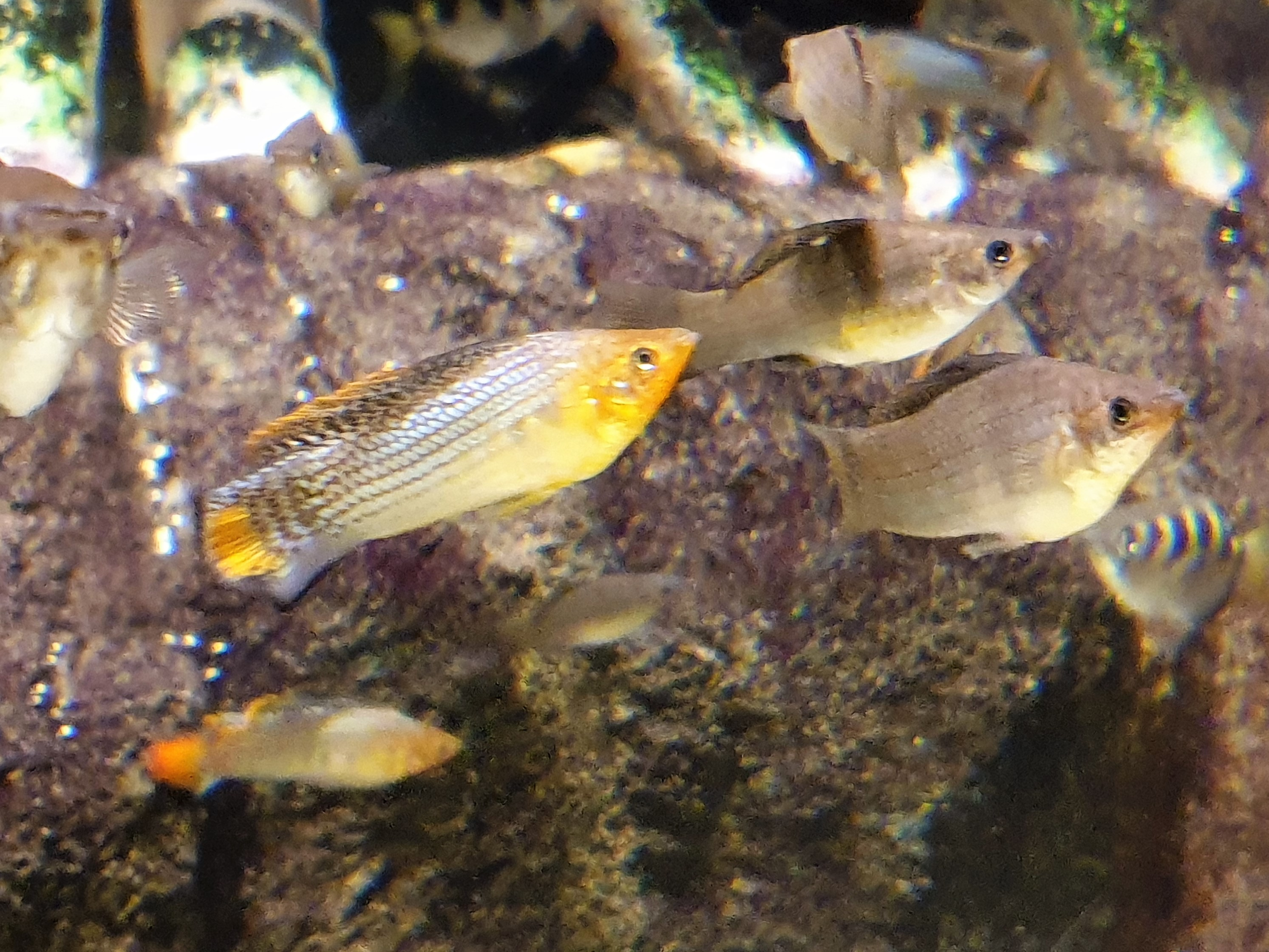
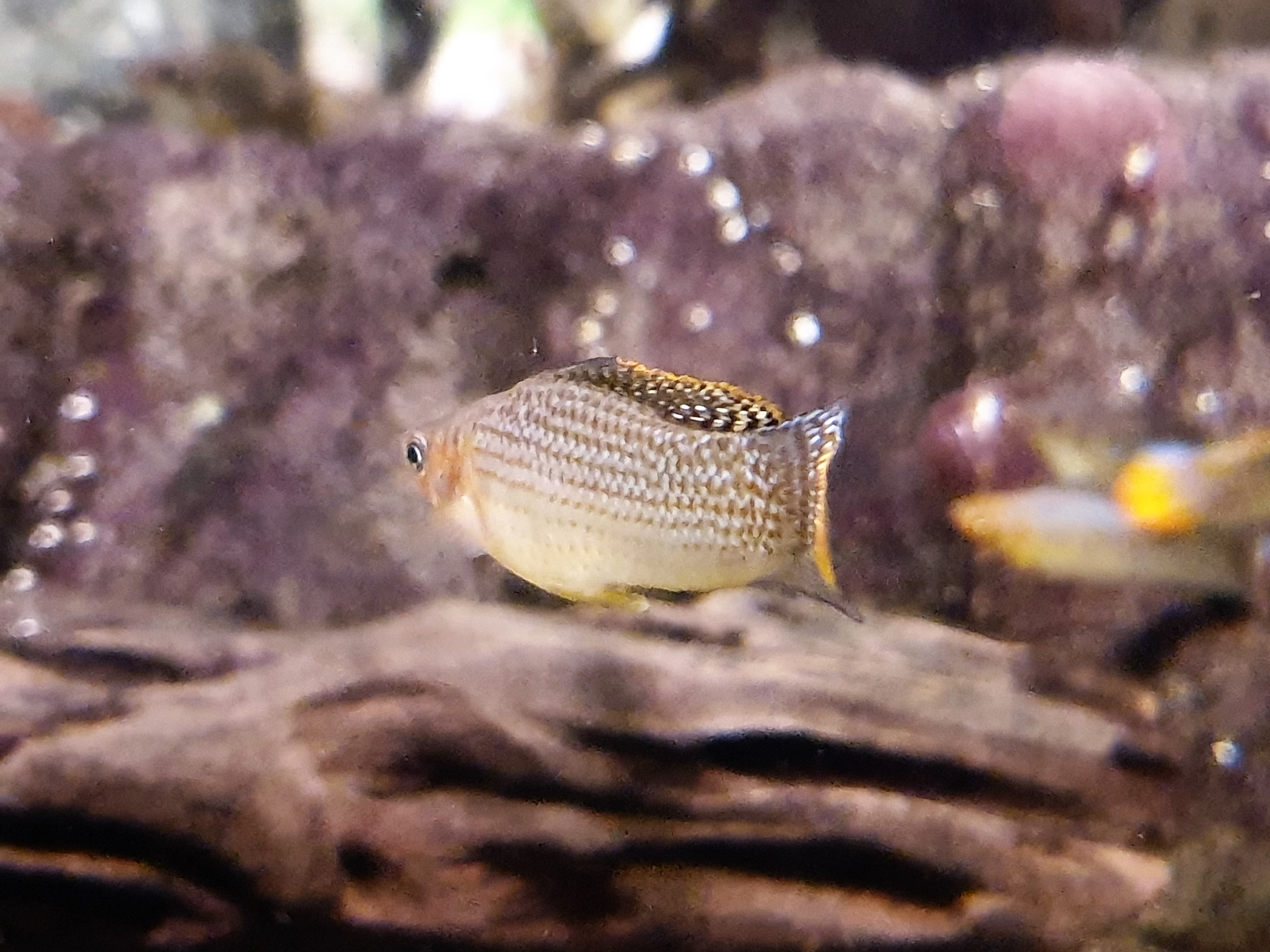
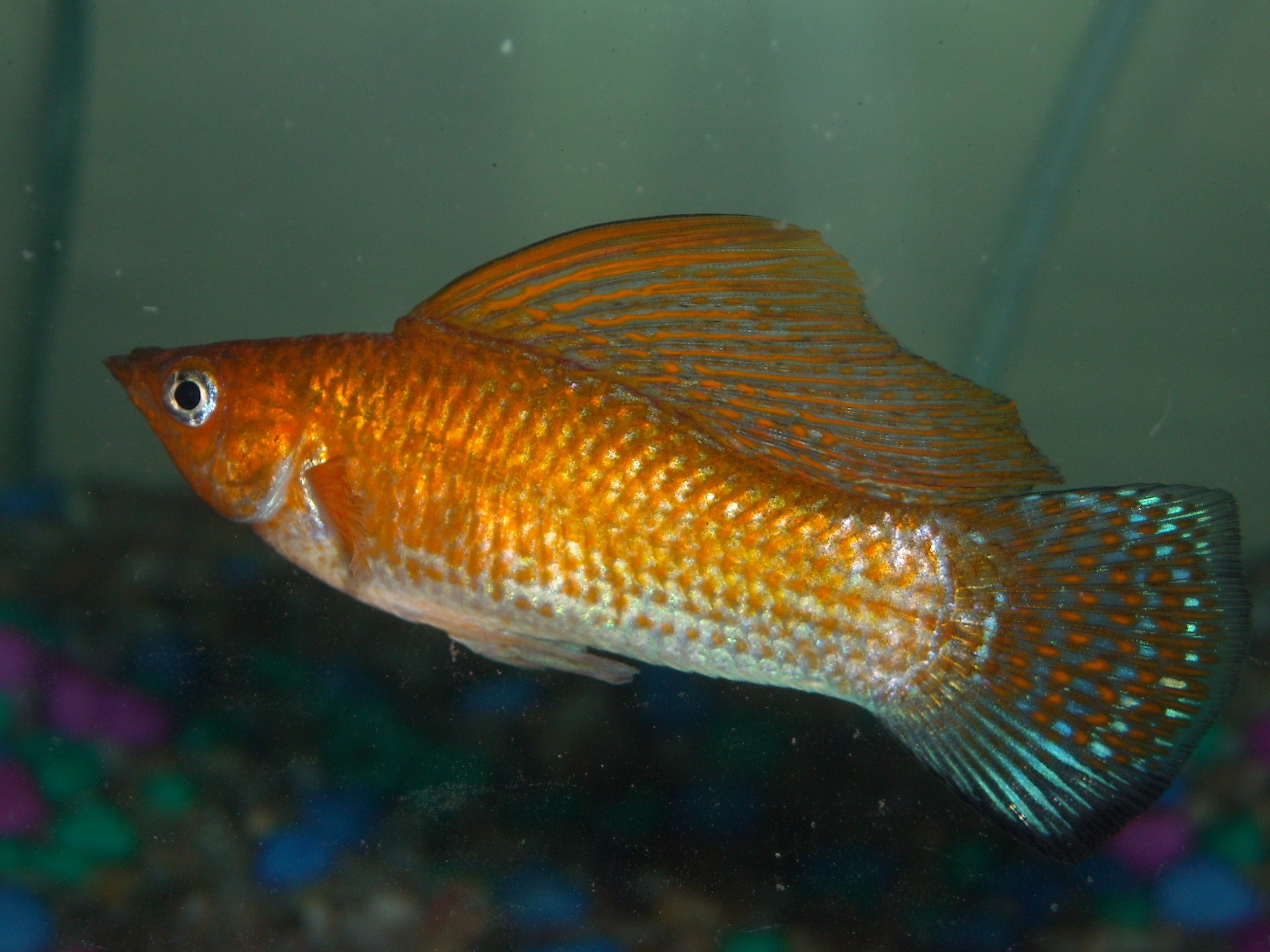
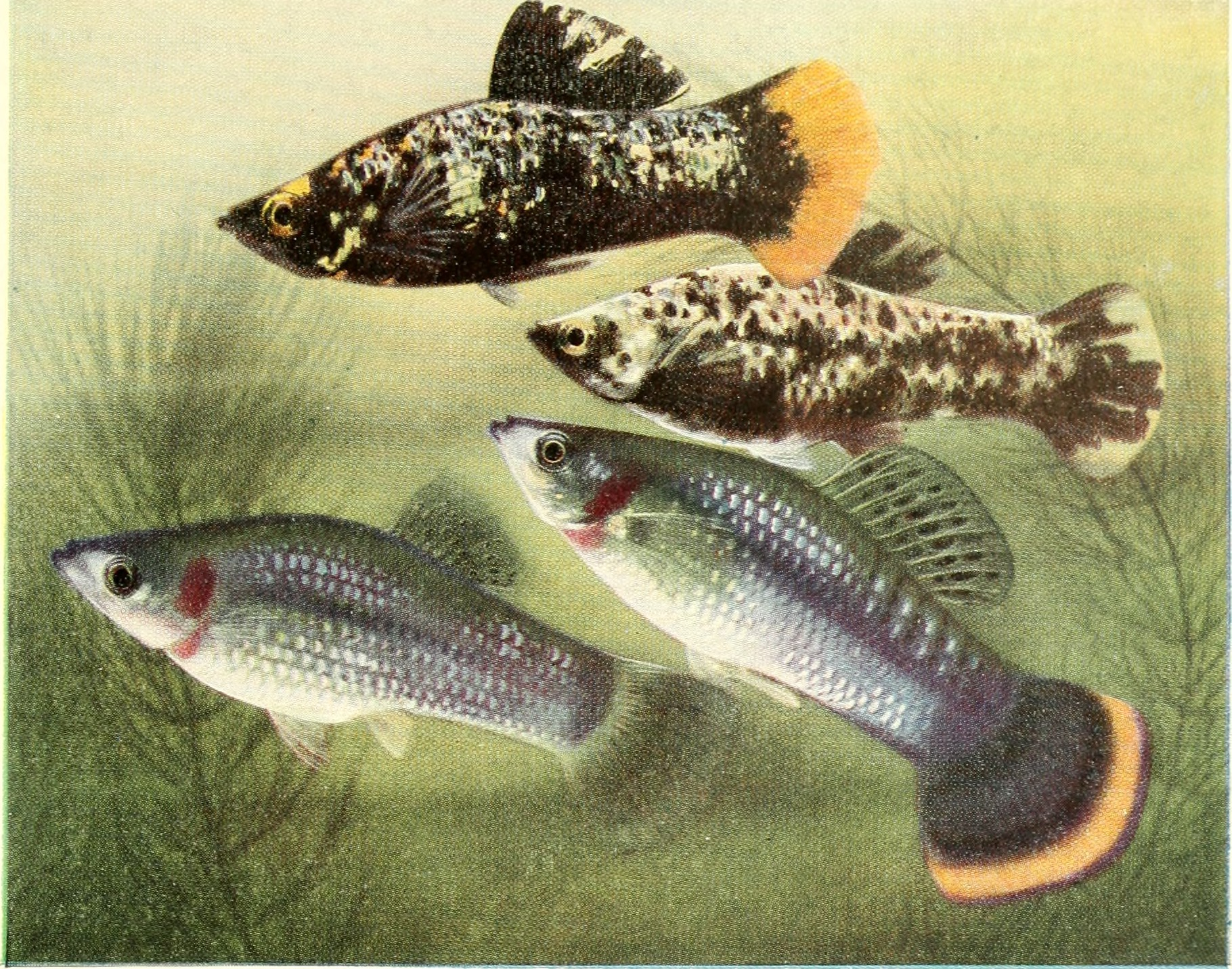